# Dasylophia dognini
Dasylophia dognini är en fjärilsart som beskrevs av Max Wilhelm Karl Draudt 1932. Dasylophia dognini ingår i släktet Dasylophia och familjen tandspinnare. Inga underarter finns listade i Catalogue of Life.